# Гирбовецу-де-Сус
Гирбовецу-де-Сус (рум. Gârbovățu de Sus) — село у повіті Мехедінць в Румунії. Входить до складу комуни Кезенешть.
Село розташоване на відстані 260 км на захід від Бухареста, 16 км на північний схід від Дробета-Турну-Северина, 89 км на північний захід від Крайови.

## Населення
За даними перепису населення 2002 року у селі проживали 367 осіб, усі — румуни. Усі жителі села рідною мовою назвали румунську.